# Chambles
Chambles är en kommun i departementet Loire i regionen Auvergne-Rhône-Alpes i centrala Frankrike. Kommunen ligger i kantonen Saint-Just-Saint-Rambert som tillhör arrondissementet Montbrison. År 2022 hade Chambles 1 071 invånare.

## Befolkningsutveckling
Antalet invånare i kommunen Chambles
| Referens: INSEE |